# Akaimia
Akaimia – rodzaj rekina z grupy dywanokształtnych (Orectolobiformes). Gatunkiem typowym jest Akaimia altucuspis opisana w 2010 roku przez Jana Reesa na podstawie szczątków odkrytych w kelowejskich i oksfordzkich osadach w Ogrodzieńcu w województwie śląskim. Jego uzębienie bardzo przypomina występujące u współczesnych rekinów dywanowych z rodziny Orectolobidae, co jest wynikiem konwergencji. Oprócz szczątków akaimii w Ogrodzieńcu odnaleziono również skamieniałości zębów innych rekinów, m.in. należących do rodzajów Sphenodus, Protospinax oraz „Synechodus” prorogatus. Nazwa rodzajowa Akaimia honoruje polskiego paleontologa Andrzeja Kaima.